# Dahlica fennicella
Dahlica fennicella is een vlinder uit de familie zakjesdragers (Psychidae). De wetenschappelijke naam van deze soort is voor het eerst geldig gepubliceerd in 1980 door Esko Suomalainen.
De soort komt voor in Europa.